# Perlesta browni
Perlesta browni är en bäcksländeart som beskrevs av Bill P.Stark 1989. Perlesta browni ingår i släktet Perlesta och familjen jättebäcksländor. Inga underarter finns listade i Catalogue of Life.